# Mister-X
Mister-X è un personaggio dei fumetti neri italiani ideato e realizzato graficamente nel 1964 da Giancarlo Tenenti e protagonista di due omonime serie a fumetti nate per seguire la scia del successo di Diabolik. Raggiunse un certo successo che portò a girare un lungometraggio trasposizione in pellicola delle avventure narrate nel fumetto nel 1967 oltre a uno spot pubblicitario per un detersivo. 

## Trama
Mister-X è un inafferrabile ladro gentiluomo mascherato con calzamaglia rossa (che poi diverrà blu), difensore dei più deboli che dopo ogni colpo lascia come firma un biglietto da visita. Viene incaricato di dargli la caccia un giovane poliziotto di nome André Roux insieme al sergente Laredo. Ha una appariscente fidanzata asiatica, Timy Lang. Compie spesso furti con destrezza e agisce nel mondo della malavita parigina. Si differenzia dalle altre serie del genere per la mancanza di violenza al fine di risolvere situazioni difficili.

## Storia editoriale
Il nome venne scelto dal Cesare Melloncelli che realizzò anche il logo di testata e scrisse le prime quattro storie per passare poi il testimone ad Alfredo Saio e Andreina Repetto. I disegni vennero realizzati prevalentemente da Giancarlo Tenenti con interventi di Franco e Fausto Oneta ( n. 10 e 11) e Pietro Gamba ( n. 47) mentre le copertine sono di Tenenti e Piovano.
La prima serie venne pubblicata dalle Edizioni Cervinia nel formato tascabile tipico del genere a 128 pagine in bianco e nero, fino al n. 6 in copertina compare la dicitura “Fumetti per adulti” che poi viene eliminata dal n. 10 (Luglio 1965) per diventare diventare “È un giallo a fumetti”. Viene pubblicato mensilmente fino al n. 15 per poi divenire quattordicinale anche se rimane la dicitura “Mensile” all'interno fino al n. 19. Ritorna mensile fino al n. 41 quando ritorna nuovamente quattordicinale, anche se all'interno appare già dal n. 39 (Febbraio 1967). Dal n. 46 è nuovamente mensile ma all'interno rimane scritto quattordicinale. I primi sei numeri hanno il dorso di colori diversi; dal n. 7 (aprile 1965) è rosso con caratteristica banda gialla obliqua. In appendice di ogni albo sono presenti barzellette, vignette, cruciverba o brevi racconti della serie “I gialli di Mister-X“. Dopo la conclusione della prima serie di 53 volumi venne pubblicata una seconda serie omonima edita dalle Edizioni Alhambra composta da nove numeri.
Anche questa testata fu oggetto di polemiche per i contenuti violenti e i riferimenti sessuali presenti nelle storie che causarono problemi all'editore che in alcuni casi furono oggetto di denunce.

## Volumi pubblicati

### Prima serie (Edizioni Cervinia)
Sono stati pubblicati 53 volumi:
1. "Appuntamento con la morte"
2. "Terrore sull'ippodromo"
3. "Diadema di sangue"
4. "Un cadavere di troppo"
5. "La morte viaggia sul panfilo"
6. "Il raggio della morte"
7. "La setta della morte"
8. "La bara d'acciaio"
9. "La baia della morte"
10. "Delitto da 100.000 sterline"
11. "Viaggio all'Inferno"
12. "Sfida alla morte"
13. "L'assassino fantasma"
14. "La morte di Mister-X"
15. "Safari mortale"
16. "Sangue sul fiume"
17. "Trappola infernale"
18. "La vendetta di Mister-X"
19. "L'impossibile lotta"
20. "Retaggio di sangue"
21. "Diabolica congiura"
22. "La grande rapina"
23. "Delitto a mezzanotte"
24. "La casa del teschio"
25. "La tragica corsa"
26. "Odio implacabile"
27. "Raffiche al Luna Park"
28. "Satanico destino"
29. "I cadaveri non parlano"
30. "Boutique = Morte"
31. "Odette la bionda"
32. "Vizio e morte a Parigi"
33. "Mister-X contro Diabolicus"
34. "Pallottole di sangue"
35. "Delitto a gettone"
36. "La cattura di Mister-X"
37. "La morte azzurra"
38. "Ti ucciderò stanotte"
39. "Tragico epilogo"
40. "Il fantasma nero"
41. "La morte viene dall'ombra"
42. "La vendetta è femmina"
43. "Un bacio per morire"
44. "La resa dei conti"
45. "L'oro maledetto"
46. "Il Ragno"
47. "Una pistola alla nuca"
48. "La morte nel letto"
49. "Domani morirai"
50. "La grande sfida"
51. "Donne in vendita"
52. "Notte di sangue"
53. "L'orchidea azzurra"

### Seconda serie (Edizioni Alhambra)
Dopo la conclusione della prima serie venne pubblicata una seconda composta da nove numeri:
1. "I Gioielli che scottano"
2. "Doppia pelle"
3. "Anonima assassini"
4. "L'uomo del Luna Park"
5. "Tragica eredità"
6. "Tranello infernale"
7. "Un tesoro favoloso"
8. "Un morto di troppo"
9. "L'ultima avventura"

## Altri media
Cinema
- Mister X (1967): trasposizione cinematografica del personaggio interpretato da Norman Clark e diretta da Piero Vivarelli con lo pseudonimo di Murray Donald, di produzione Italo-spagnola[4][5][6] la cui trama vede un trafficante di oppio vorrebbe far cadere la colpa delle sue malefatte su un misterioso Mister X che però sfruttando le rivalità esistenti nella banda riesce a salvarsi facendo arrestare i colpevoli.[11] Il film non è così lontana dal fumetto a cui si ispira e si può ritenere uno dei più riusciti del periodo perché diversamente dagli altri personaggi epigoni di Diabolik, Mister X è un ladro gentiluomo i cui furti ai danni degli ambienti più altolocati e la difesa di chi cade vittima di ricatti e soprusi lo ha reso meno soggetto ai tagli della censura[6].

### Fonti
1. 1 2 3 4 5 6   Mister-X (Edizioni Cervinia), su guidafumettoitaliano.com. URL consultato il 10 novembre 2016.
2. 1 2 3   Mister-X (Edizioni Alhambra), su guidafumettoitaliano.com. URL consultato l'11 novembre 2016.
3. ↑   La guida degli epigoni di Diabolik, in afnews.info, 30 dicembre 2012. URL consultato il 17 novembre 2016.
4. 1 2 3 4 5   Mister-X, su c4comic.it. URL consultato il 10 novembre 2016 (archiviato dall'url originale l'11 ottobre 2016).
5. 1 2 3   Gli anni ’60 e le Edizioni Cervinia, su giancarlotenenti.it. URL consultato il 10 novembre 2016.
6. 1 2 3   Mister-X (1967), in Fumetti Anime & Gadget, 14 giugno 2015. URL consultato il 10 novembre 2016.
7. ↑   Mister X - Carosello Dixan 1967 "La formula magica", 7 maggio 2008. URL consultato l'11 novembre 2016.
8. 1 2   Cesare Melloncelli, su guidafumettoitaliano.com. URL consultato il 10 novembre 2016.
9. 1 2   MISTER X "MISTERIOSO" ? - Forum Collezionismo Fumetti - Collecting Comics, su collezionismofumetti.com. URL consultato l'11 novembre 2016.
10. ↑   MISTER-X (Collezionismo Fumetti - Collecting Comics), su collezionismofumetti.com. URL consultato il 10 novembre 2016.
11. ↑   Mister X (1967), su mymovies.it. URL consultato il 10 novembre 2016.